# جورج جانستون
جورج جانستون (انگلیسی: George Johnston؛ زادهٔ ۲۱ مارس ۱۹۴۷) بازیکن فوتبال اهل بریتانیا است.
از باشگاه‌هایی که در آن بازی کرده‌است می‌توان به باشگاه فوتبال بیرمنگام سیتی، باشگاه فوتبال آرسنال، باشگاه فوتبال نیوپورت کانتی، باشگاه فوتبال کاردیف سیتی، باشگاه فوتبال والسال، و باشگاه فوتبال فولام اشاره کرد.